# Paralvinella fijiensis
Paralvinella fijiensis är en ringmaskart som beskrevs av Desbruyères och Laubier 1993. Paralvinella fijiensis ingår i släktet Paralvinella och familjen Alvinellidae. Inga underarter finns listade i Catalogue of Life.